# シカゴピザファクトリー
シカゴピザは、日本の宅配ピザチェーンのひとつである。2023年6月からは宮城県仙台市に本社をおく株式会社ストロベリーコーンズが展開している。本項では、2023年3月まで事業を行っていた株式会社シカゴピザについても記述する。

## 概要
ピザ生地などを生産するメーカー「トロナジャパン」の一部門が1986年に、東京都渋谷区で宅配店舗の1号店として「シカゴピッツァファクトリー渋谷店」をオープンした。
「シカゴピザ」の名称は、当社では「リトルイタリーピザ」と称するシカゴにあるリトル・イタリーのアメリカ風ピザに由来する。提供されているものはアメリカンピザやニューヨーク風ピッツァが中心で、いわゆる「シカゴ風ピザ」「ディープディッシュピザ」と称される、具が多く詰まった厚みのあるピザパイは提供していなかった。
トロナはアイスクリーム卸業最大手である藤三商会の完全子会社であったが、藤三商会は2003年10月に負債総額590億円で民事再生法に基づく再生手続を開始するも、支援企業が見つからずに清算された。トロナも倒産を危ぶまれ、伊藤忠商事や森永乳業の支援で事業を継続したが業績は伸びず、2006年8月にすき家などを経営するゼンショーに事業譲渡された。
宅配ピザチェーン業務に専念するため、2008年4月に株式会社トロナジャパンから分社して株式会社シカゴピザ（初代）として事業を開始した。2011年7月にゼンショーがシカゴピザの全株式を投資銀行であるリサ・パートナーズに譲渡し、ゼンショーグループから離脱した。トロナジャパンは冷凍食品卸・通信販売取扱いとしてゼンショーグループに残留した。「シカゴピザファクトリー」の既存店舗が兼業する、宅配丼物チェーン「どんぶり名人」事業を2012年に開始した。
リサ・パートナーズはシカゴピザ（初代）の全株式を譲渡する事になり、取引銀行の支援の下で2015年6月に株式会社CPFを設立。CPFは2016年1月1日付でシカゴピザ（初代）を吸収合併した上で、CPFの商号を株式会社シカゴピザ（2代）へ変更した。
フランチャイズにより店舗数は一時は300近くまで増加したが、近年は同業他社の競合に押されて店舗数は激減した。2023年3月14日以降各店舗を臨時休業して事業を停止し、破産手続きを弁護士に一任したと報じられる。人件費高騰に伴う資金繰り悪化が要因とされ、負債額約15億円と報じられている。3月20日、大阪地裁へ自己破産を申請し、同日保全管理命令を受けた。
一部のフランチャイズ店は保全管理人の下で運営していたが、2023年5月8日に大阪地裁から破産手続開始決定を受けた。シカゴピザは、宅配ピザチェーン「シカゴピザファクトリー」「シカゴデリータ」、ピザ・パスタのファーストフード店「ボーノ!シカゴ」を運営していた。
シカゴピザの商標や一部事業は、破産管財人からストロベリーコーンズへ譲渡された。ストロベリーコーンズは、2023年6月から西日本を中心に「シカゴピザ」ブランドでの店舗展開を開始した。ストロベリーコーンズは「ナポリの窯」との併設店舗を開業させるなど、店舗が少ない西日本へ本格進出を図るとしていた。
店舗数は事業停止前の2023年1月には「シカゴピザ」が51、「シカゴデリータ」が18あったが、事業譲渡後の2024年1月には17と大きく数を減らした。2025年5月時点で11店舗となっている。この11店舗はすべて「ナポリの窯」との併設店舗となっており、メニューもナポリの窯に準拠している。また5店舗は「どんぶり名人」との併設でもある。

## その他
- 1988年（昭和63年）7月4日（アメリカ独立記念日）から1年間にわたり運行されたアメリカントレインでシカゴピザの車内販売が行われた[15][16]。